# Alfréd Hajós
Alfréd Hajós, all'anagrafe Arnold Guttmann (Budapest, 1º febbraio 1878 – Budapest, 12 novembre 1955), è stato un nuotatore, architetto e calciatore ungherese.
Fu l'unica persona a ricevere una medaglia olimpica sia per una competizione sportiva sia per un concorso artistico, nonché il primo campione olimpico dell'era moderna.

## Biografia
Nacque a Budapest con il nome di Arnold Guttmann. Il suo talento sportivo si espresse in diverse discipline; quella in cui ottenne i migliori risultati fu il nuoto, a cui si dedicò a partire dai tredici anni, dopo la tragica morte del padre, annegato nel Danubio.
Per la sua carriera sportiva, scelse il nome Hajós, che significa "marinaio" in ungherese.
Nel 1895 e nel 1896, divenne campione europeo di nuoto nei 100 m stile libero. Prima di partecipare ad Atene, nel 1896 Hajós era studente in architettura in Ungheria e gli fu permesso di partecipare ai Giochi olimpici, ma non ottenne questo permesso facilmente. Quando ritornò il decano dell'Università non si congratulò con lui, ma disse invece:

### Le vittorie olimpiche
Alla I Olimpiade nel 1896 ad Atene, il diciottenne ungherese vinse due gare in un solo giorno: l'11 aprile, nelle acque fredde della baia di Zea (c'era una temperatura di appena 13 gradi), con onde che arrivavano a quattro metri, Hajós fu il primo sia nei 100 m stile libero, con un tempo di 1'22"2, sia nei 1200 m, in 18'22"2. Voleva tuttavia vincere anche la gara dei 500 m stile libero, ma non partecipò perché si svolgeva immediatamente dopo quella dei 100 m e subito prima di quella dei 1200 m.

Prima della gara dei 1200 m, spalmò sul corpo suo strato di un centimetro di grasso, per tentare di attutire la morsa del freddo; forse fu il ricordo del padre scomparso a sostenerlo: 
L'acqua era talmente fredda che un suo avversario, l'americano Gardner Williams, si ritirò per protestare contro questo disagio. Comunque Hajós fu il più giovane vincitore ai Giochi olimpici.

### Altre discipline
Hajós praticò anche atletica leggera e calcio. Nel 1898, fu campione nazionale ungherese nei 100 m, nei 400 ostacoli e nel lancio del disco, e giocò a calcio nel Budapesti Torna Club dal 1897 al 1907. Fu anche allenatore della nazionale di calcio e direttore del primo giornale sportivo. Può considerarsi uno dei fondatori del football ungherese.

## Come architetto
Contemporaneamente Hajós aveva completato gli studi e si era laureato in architettura. Fu autore di numerosi progetti, con particolare attenzione alla realizzazione di impianti sportivi. Nel 1924 a Parigi fu premiato con una medaglia d'argento al concorso olimpico di architettura abbinato ai Giochi, per il suo progetto di uno stadio, assieme a Dezső Lauber (che giocò a tennis nelle Olimpiadi del 1908). In quella edizione, la giuria non assegnò la medaglia d'oro.
Tra le opere da lui progettate ricordiamo:
- Stadio del nuoto Alfréd Hajós, Budapest
- Hotel Aranybika, Debrecen
- Liceo Lőcsey, Debrecen
- Centro di Chiesa Protestante, Budapest
- Újpest FC's Stadio UTE, Újpest
- Palestra Millenáris, Budapest XIV
- Palestra, Miskolc
- Palestra, Pápa
- Palestra, Seghedino
- Palestra, Kaposvár
- Scuola per fanciulle, Pozsony
- Ridotto di Népkert, Miskolc
- Piscina, Seghedino

Hajós fu perseguitato durante la Seconda guerra mondiale a causa delle sue origini ebree, ma riuscì a sopravvivere.

### Le onorificenze
Nel 1953 fu insignito del diploma olimpico, la più alta onorificenza concessa dal CIO. Dopo la morte, avvenuta nel 1955, fu inserito nel "Club degli immortali" ungherese, nella International Swimming Hall of Fame (la Hall of Fame internazionale del nuoto) e nella Hall of Fame degli sportivi ebrei. Oggi riposa nel cimitero di Kozma, nella sezione ebrea, a Budapest.
Suo fratello minore Henrik Hajós vinse l'oro nel 4x250 metri stile libero ai Giochi olimpici intermedi di Atene del 1906.

## Palmarès
In carriera ha conseguito i seguenti risultati:
- Giochi olimpici:

Atene 1896: oro nei 100 m stile libero e nei 1200 m stile libero.
Parigi 1924: argento in architettura.